# James Madio
James Madio est un acteur américain né le 22 novembre 1975 à New York aux États-Unis.
James Madio a joué dans Hook ou la Revanche du capitaine Crochet de Steven Spielberg ; il y interprète un des enfants perdus du pays imaginaire. À l'époque âgé d’une quinzaine d’années, il s'agit de sa première apparition à l’écran. Par la suite, il joue aussi pour la télévision, notamment dans la série Frères d'armes.

## Filmographie

### Cinéma

#### Longs métrages
- 1991 : Hook ou la Revanche du capitaine Crochet (Hook) de Steven Spielberg : "Don't Ask"
- 1992 : Mac de John Turturro : Mac jeune
- 1992 : Héros malgré lui (Hero) de Stephen Frears : Joey Laplante
- 1995 : Basketball Diaries (The Basketball Diaries) de Scott Kalvert : Pedro
- 1999 : The Gifted de Lawrence L. Simeone : Eddie Fontaine
- 2000 : If Tomorrow Comes de Gerrit Steenhagen : Cory
- 2004 : Gang de requins (Shark Tale) d'Éric Bergeron, Vicky Jenson et Rob Letterman : Un requin blanc (voix)
- 2005 : JF partagerait appartement 2 (Single White Female 2: The Psycho) de Keith Samples : Sam
- 2005 : Searching for Bobby D de Paul Borghese : Mike jeune
- 2007 : The Box d'A.J Kparr : Rob Ortiz
- 2008 : Le Prix de la trahison (Love Lies Bleeding) de Keith Samples : Bernie
- 2008 : Dough Boys de Louis Lombardi : Kelly
- 2008 : West of Brooklyn de Danny Cistone : Jimmy Boy
- 2010 : Kick-Ass : Henchman
- 2011 : Desert Rain de Steve Loff : Jack
- 2011 : The Grasslands de Chris Raffaele : Lenny
- 2011 : Leave de Robert Celestino : Un homme à la fête
- 2012 : The Last Push d'Eric Hayden : Nathan Miller
- 2013 : No God, No Master de Terry Green : Nicola Sacco
- 2014 : Jersey Boys de Clint Eastwood : Stosh
- 2015 : The Week de Jon Gunn et John W. Mann : Neil Something
- 2019 : Stano de Raymond De Felitta : Joey Cosenza
- 2020 : Blackjack: The Jackie Ryan Story de Danny A. Abeckaser : Marty Doyle
- 2021 : I Love Us de Danny A. Abeckaser : Richie Gould
- 2022 : Tuer pour survivre (Boon) de Derek Presley : Bud
- 2023 : The Featherweight de Robert Kolodny : Willie Pep

#### Courts métrages
- 1992 : The Godson de William Szarka : Billy Cardillo
- 1994 : Every Good Boy d'Adam Yaffe : Max
- 2007 : Smith and Mike on a Tuesday de John Brotherton et Rand Holdren : Bruno
- 2007 : Slice de Carmen Maria Milito : Anthony Leone
- 2009 : Sheltered de Becca Friedman : Carl
- 2009 : Baby Bomber de lui-même : Jason Mechino
- 2011 : AppleBox de Rick Page : James Bronson
- 2012 : The Money Shot de Matthew A. Del Ruth : Christopher Baranelly
- 2012 : Buds de Matthew A. Del Ruth : Le Duke
- 2014 : The Pinewood Man de Gage Hanlon : Frank
- 2019 : Sangin de Rick Page : Thomas Watkins
- 2023 : The Resistance de Kara Martinelli White : Un membre de la résistance

### Télévision

#### Séries télévisées
- 1991 : Docteur Doogie (Doogie Howser, M.D.) : Jimmy Pellegrino
- 1992 : Petite Fleur (Blossom) : Silvio
- 1992 : L'As de la crime (The Commish) : Rip Russo
- 1993 : New York, police judiciaire (Law and Order) : Andy Costello
- 1997 - 1999 : USA High : Bobby "Lazz" Lazzarini
- 2001 : Frères d'armes (Band of Brothers) : Sergent Frank Perconte
- 2002 : JAG : Soldat Jack Horton
- 2002 : Arliss : Max
- 2003 : Queens Supreme : Mike Powell
- 2006 : Related : Billy Sullivan
- 2007 : Viva Laughlin : Carlo "Fingers" Sutigato
- 2008 : Las Vegas : Ronnie Torres
- 2008 : The Cleaner : Jimmy Alvarez
- 2009 : Les Experts : Miami (CSI: Miami) : Scott Aguilar
- 2009 : Glenn Martin, DDS : Jimmy Donuts (voix)
- 2010 : Cold Case : Affaires classées (Cold Case) : Cody "Squirrel" Blanchard
- 2010 : Bones : Eddie Ceraficki
- 2010 : The Whole Truth : Mike Cataldo
- 2011 : The Exes : Robbie Gordon
- 2012 : Ringer : Frank Vingo
- 2012 : The Finder : Lazlo Levy
- 2012 : The Hi-Life : Le petit ami
- 2013 : Castle : Eddie Malson
- 2014 : Perception : Officier Timmy Russo
- 2015 : Tim and Eric's Bedtime Stories : Tommy
- 2016 : New York, unité spéciale (Law and Order: Special Victims Unit) : Noel Panko (saison 17, épisode 16)
- 2016 : Blue Bloods : Dom
- 2019 : FBI : Chef Sims
- 2021 : Godfather of Harlem : Angelo Dundee
- 2023 : The Offer : Carmine Vispiciano
- 2024 : The Penguin : Milo Grapa

### Jeu vidéo
- 2005 : Call of Duty 2 : Soldat McCloskey (voix)

### Réalisateur
- 2009 : Baby Bomber (court métrage)
- 2017 : Use of Force (court métrage)

### Scénariste
- 2009 : Baby Bomber de lui-même (court métrage)
- 2011 : AppleBox de Rick Page (court métrage)
- 2019 : Sangin de Rick Page (court métrage)
- 2021 : Snow Globe & The Cat de Rick Page (court métrage)

### Producteur
- 2007 : The Box d'A.J Kparr (coproducteur)
- 2009 : Sheltered de Becca Friedman
- 2009 : Baby Bomber de lui-même (court métrage)
- 2011 : AppleBox de Rick Page (court métrage, producteur exécutif)
- 2011 : Leave de Robert Celestino (producteur associé)
- 2014 : The Pinewood Man de Gage Hanlon (court métrage)
- 2017 : Use of Force de lui-même (court métrage)
- 2019 : Sangin de Rick Page (court métrage)
- 2020 : The Simple Path de Charles Moore (court métrage)
- 2021 : Snow Globe & The Cat de Rick Page (court métrage)
- 2023 : The Featherweight de Robert Kolodny
- 2023 : The Resistance de Kara Martinelli White (court métrage)
- 2024 : Minutes to Go de Rick Page (court métrage)